# Herminiimonas arsenicoxydans
Herminiimonas arsenicoxydans es una bacteria gramnegativa del género Herminiimonas. Fue descrita en el año 2006. Su etimología hace referencia a la oxidación de arsénico. Es aerobia y móvil por flagelo polar. Tiene un tamaño de 0,5-0,7 μm de ancho por 1-2 μm de largo. Forma colonias convexas y de color amarillo pálido en agar CDM. Catalasa y oxidasa positivas. Temperatura de crecimiento entre 4-30 °C, óptima de 25 °C. Es resistente a los antibióticos: tetraciclina, ampicilina y metales pesados. Tiene capacidad de oxidar el arsenito a arsenato, así como reducir el arsenato a arsenito. Se ha aislado en un cultivo inoculado con aguas residuales ricas en arsénico, en Alemania.